# Kaliapani
Kaliapani es una ciudad censal situada en el distrito de Jajpur en el estado de Odisha (India). Su población es de 5028 habitantes (2011). Se encuentra a 92 km de Bhubaneswar y a 72 km de Cuttack.

## Demografía
Según el censo de 2011 la población de Kaliapani era de 5028 habitantes, de los cuales 2666 eran hombres y 2362 eran mujeres. Kaliapani tiene una tasa media de alfabetización del 72,87%, igual a la media estatal del 72,87: la alfabetización masculina es del 82,12%, y la alfabetización femenina del 62,49%.